# 95 (число)
Вижте пояснителната страница за други значения на 95.
95 (деветдесет и пет) е естествено, цяло число, следващо 94 и предхождащо 96.
Деветдесет и пет с арабски цифри се записва „95“, а с римски цифри – „XCV“. Числото 95 е съставено от две цифри от позиционните бройни системи – 9 (девет) и 5 (пет).

## Общи сведения
- 95 е нечетно число.
- 95 е атомният номер на елемента америций.
- 95-ият ден от годината е 5 април.
- 95 е година от Новата ера.

## Любопитни факти
- Мартин Лутер е публикувал своите 95 тезиса на октомври 1517 г. в църква във Витенберг.